# Ralph Steadman
Ralph Steadman (ur. 15 maja 1936 w Wallasey) – brytyjski ilustrator.
Ralph Steadman jest synem Lionela Raphaela Steadmana, sprzedawcy odzieży damskiej. Uczył się w gimnazjum w Abergele, ale opuścił je w wieku szesnastu lat (1952). W latach 1954–1956 odbył służbę wojskową w Royal Air Force. W międzyczasie brał udział w korespondencyjnym kursie rysowania. Jego pierwszy rysunek ukazał się drukiem w Manchester Evening Chronicle w 1956. Od 1970, jako ilustrator, współpracował z amerykańskim pisarzem Hunterem S. Thompsonem. Rysownik tworzy satyryczne karykatury polityczne,  społeczne i ilustracje do książek. Jest laureatem wielu nagród.